# Ясное (Запорожская область)
Ясно́е (укр. Ясне́) — село,
Проминевский сельский совет,
Мелитопольский район,
Запорожская область,
Украина.
Население по переписи 2001 года составляло 511 человек.

## Географическое положение
Село Ясное находится на левом берегу реки Юшанлы,
выше по течению на расстоянии в 2,5 км расположено село Лагидное (Токмакский район),
ниже по течению примыкает село Широкий Лан,
на противоположном берегу — сёла Волошково и Украинское.

## История
Село было основано в 1921 году на месте трёх хуторов немцев-колонистов. Весной 1921 года в селе были организованы и первые сельскохозяйственные артели «Работник поля» и «Радуга».
Ясное освобождено от немецко-фашистской оккупации 19 сентября 1943 года.
В годы застоя в Ясном находилась центральная усадьба колхоза «Могучий». В 1975 году колхоз был награждён дипломом 1-й степени на Выставке достижений народного хозяйства СССР. В настоящее время «Могучий» является частным предприятием.
С 1921 года до 1986 года Ясное было центром Ясненского сельского совета, однако в 1986 году центр сельсовета был перенесён в село Проминь, и сам сельсовет стал называться Проминевским. Ясное и сегодня является крупнейшим селом в сельсовете, заметно превосходя Проминь по населению.

## Экономика
- ЧП «Могучий» — предприятие сельского хозяйства и пищевой промышленности.[6]

## Объекты социальной сферы

Ясновская школа

- Школа. Ясновская общеобразовательная школа I—III ступеней расположена по адресу ул. Кобецкой, 51/3. В школе 12 классов, 68 учеников и 36 сотрудников. Директор — Таран Инна Николаевна. Преподавание в школе ведётся на украинском языке. Кроме того, в старших классах украинский язык является профильным предметом[7].
- Детский сад.
- Клуб.
- Фельдшерско-акушерский пункт.

## Достопримечательности
- Братская могила советских воинов, погибших при освобождении села.
- Братская могила, в которой похоронены пионеры Сеня Бабенко, Гена Кобецкой и Стась Паевский, погибшие 19 сентября 1943 года в селе Украинском при выполнении боевого задания советского командования.[4]

## Знаменитые люди
- В. А. Кобецкая — доярка колхоза «Могучий», Герой Социалистического Труда, кавалер ордена «Знак Почета», обладательница золотой, серебряной и бронзовой медалей ВДНХ СССР.
- Я. Н. Ищенко — генерал-майор, уроженец Ясного.[4]